# FV Zuffenhausen
FV Zuffenhausen is een Duitse voetbalclub uit Stuttgart, meer bepaald uit het stadsdeel Zuffenhausen. De club was jarenlang, zij het met afstand, de nummer drie van de stad, zakte daarna weg naar de lagere reeksen.  

## Geschiedenis
De club werd op 6 juli 1898 opgericht als Teutonia Zuffenhausen. Kort daarna werd ook Zuffenhausener Viktoria opgericht. Op 6 december van dat jaar fuseerden de clubs tot FV Zuffenhausen. De club sloot zich aan bij de Zuid-Duitse voetbalbond en ging daar in de competitie spelen. In 1908 promoveerde de club naar de B-Klasse. De club werd verscheidene keren kampioen, maar kon nooit promoveren naar de A-Klasse. 
In 1919 speelde de club voor het eerst in de hoogste klasse van de Württembergse competitie. Na twee jaar ging de competitie op in de Württemberg-Badense competitie en degradeerde daar in het eerste seizoen. In 1927 werd de Württembergse competitie weer gescheiden van de Badense en de club promoveerde weer, maar degradeerde ook meteen weer. In 1930 keerde de club terug voor twee seizoenen.
In 1935 promoveerde de club naar de twee jaar eerder ingevoerde Gauliga Württemberg. De club werd twee keer zevende en twee keer achtste alvorens te degraderen in 1939/40. Na drie jaar keerde de club terug en eindigde dan vierde, de beste prestatie in de clubgeschiedenis. 
Na de oorlog eindigde de club in 1949 samen met SG 07 Untertürkheim om de eerste plaats in de Landesliga en won de wedstrijd om de titel met 3:1. In de daaropvolgende eindronde om promotie naar de Oberliga Süd had de club geen kans tegen clubs als SpVgg Fürth en 1. FC Pforzheim. De club speelde lange tijd in de hoogste amateurliga, waaruit ze een paar keer degradeerden in de jaren zestig en zeventig. In 1978 werd de Oberliga Baden-Württemberg ingevoerd als nieuwe derde klasse en hoogste amateurklasse, maar hiervoor plaatste de club zich niet en ging nu in de Verbandsliga Württemberg spelen. In 1981 werd promotie maar op een haar na gemist. In de jaren negentig begon de val naar de laagste reeksen en de club zonk weg in de anonimiteit.